# سیارک ۵۷۲۲
سیارک ۵۷۲۲ (به انگلیسی: 5722 Johnscherrer، نامگذاری:1986JS) پنج هزار و هفتصد و بیست و دومین سیارک کشف شده‌ است که در ۲ مه ۱۹۸۶ کشف شد.